# The Re-Stoned
The Re-Stoned — российская инструментальная психоделик-/стоунер-рок-группа.

## История
Группа основана в 2008 году гитаристом Ильей Липкиным (в прошлом участником таких коллективов как Ярче 1000 Солнц, Rushus, Neutral, Waldsonne). В декабре 2008 года состоялся первый концерт в клубе ОГИ. В 2009 году вышел 1-й студийный альбом на независимом лейбле R.A.I.G. Группа активно участвовала в клубных концертах и некоторых фестивалях. В 2012 году ездила с туром по Уэльсу (Великобритания). В 2013 году вышел первый LP-релиз на виниле (Plasma), выпущенный на лейбле Nasoni Records (Германия). В него вошли помимо авторских композиций, 2 кавер-версии с вокалом — «Julia Dream» Pink Floyd и «Today» Jefferson Airplane. В 2014 году на лейбле RAIG и Headspin Records вышел 5-й полноформатный альбом «Totems», в котором принял гостевое участие гитарист американской группы Wo Fat — Kent Sump. В 2018 году был записан альбом «Stories of the astral lizard», целиком состоящий из полотен полуакустической психоделии. Альбом был очень тепло воспринят критиками и слушателями. Следующий альбом 2019 «Ram’s Head» года был выполнен в более традиционном для группы стиле — тяжелая инструментальная психоделия. Также в 2019 году группа записала кавер версию на композицию King Crimson «Red».

## Туры
2012 (Уэльс и Англия), 2015 (Греция), 2017, 2018, 2019 Eвропа.

## Пресса
- Musikreviews.de (Germany)
- PsycheMusic (Belgium)
- The Obelisk (USA)
- Far From Moscow (недоступная ссылка) (USA)
- Frost Click (USA)
- Aural Innovations (USA)
- Sunrise Ocean Bender (USA)
- Prog Sphere (Serbia)
- Cosmic Lava (Germany)
- Music Waves (France)

### Интервью
- Doommantia (USA)
- Louder Than Hell (USA)
- Peckinpah Digital Архивная копия от 11 сентября 2014 на Wayback Machine (Japan)

## Дискография
- Dirgenera Compendium vol.2 Веб-компиляция
- Return to the reptiles EP, CD-R. Селф-релиз (2009)
- Revealed Gravitation CD (RAIG 2010)
- Vermel pro-duplicated CD-R (RAIG 2011)
- Analog CD (RAIG 2011)
- Plasma CD (RAIG 2012) | DD / 12" LP (Nasoni Records 2013)
- Re-session V.2 и V3. CD-R (RAIG) / LP (Nasoni Records 2013)
- Progstravaganza I—IX веб-компиляция Prog Sphere (2013)
- Компиляция кавер-версий The Hollies Re-Evolution: FdM 2013 Sings The Hollies LP 12" + 7" LP
- Totems (2014) CD (RAIG) | DD | 12" LP (Head Spin Records)
- 38 Phases EP (2015) Cdr | DD
- Reptiles Return (2016) LP/CD Clostridium Records/Rushus Records
- Chronoclasm (2017) LP CD (Oak Island Records)
- Stories of the astral lizard (2018) LP CD (Oak Island Records/ Qiasum)
- Ram's head (2018-2019) CD/LP (Oak Island Records/ Qiasum)
- Thunders of the Deep (2020)
- Orange Session (2022)
- Stories of the Astral Lizard vol. 2 (2022)